# Trash.
『trash.』（トラッシュ）は、山本賢治原作、D.P作画による日本の青年漫画作品。『ヤングチャンピオン烈』（秋田書店）にて2010年No.3号から2017年No.11まで連載。

## ストーリー
私立竜胆学園に通う「石川るしあ」と「白土マイン」は新宿歌舞伎町を根城とし、暴力団・関東岩志組六代目組長の「許斐美能子」に雇われる殺し屋コンビ「バレット&フランチェスカ」だった。
裏社会にはびこる悪党殺しを請け負う彼女達の前には、猟奇的な犯罪者や特異な技能を持つ殺し屋達が立ちはだかり、壮絶な殺戮物語が展開していく。
殺し屋という裏社会の物語であるため、作風としてゴアシーンや性的なシーンといった過激な描写が多く、また主人公や仲間であっても凄惨な拷問を受けたり身体の欠損を伴う負傷が多い。また物語が進むにつれて主要となる人物達が死んでいくのも特徴的である。

## 登場人物

### 主要登場人物
石川 るしあ（いしかわ るしあ）
普段は私立竜胆学園に通う女子高生だが、裏で殺し屋をやっている。ニックネームは「バレット」。武器は女性でも扱えるよう改造している「ベレッタM92G」。メガネをかけており、グラマラスな肢体とけだるい表情が特徴。マインと一緒に、新宿歌舞伎町の漫画喫茶が入居しているビルに住んでいる。喫煙者で、暇な時にはほぼ常時タバコを吸っている。凄惨な過去(下記)により、本人曰く「人を殺してないと気が休まらない」ほどの強い殺意を持つが、マインほどでないにせよ情にほだされる面もある。
大企業の社長令嬢だったが、13歳のころに犯罪組織の男達に拉致、輪姦され性器に跡の残る傷を負わされた挙句、その男達が同様に拉致してきた両親と妹、祖母、2人の友達、幼いころから世話していたペットの犬を銃で殺害させられて以降、裏社会に引きずり込まれた。
白土 マイン（しらと マイン）
るしあと同じ私立竜胆学園の女子高生。殺し屋としてるしあとコンビを組んでいる。ニックネームは「フランチェスカ」。使用武器は戦闘斧と投擲斧の特性を兼ね備えた特殊な作りのフランキスカ。両腕両足に炭素鋼の強化骨格を移植されており、大きな手術痕がある。なお、歯はフッ化ホウ素製のものを移植している。大食いで猫好き。「猫ちっちゃいノ介」という野良猫を拾って飼っている。
人間の首を平然と切断できる一方で、普段の性格は素直で純真であり、親しくなった木田めいほとその妹が死んだ際には悲しみのあまりひきこもるなど、年相応の脆さを見せる一面がある。ある異国の出身で、改造手術を受ける前は児童売春の被害に遭っていた。
終章では重症を何度もひろしの血液で癒した結果、敵味方の区別もつかない暴走に陥る。最期はパートナーのるしあを手にかける寸前で意識を取り戻し、懇願して特殊弾で撃ち抜かれた。
ひろし
死にかけていたのをマインに拾われた正体不明の少年。特殊な出生から彼の細胞には人の傷を癒す特殊な能力がある。
拾われてからはるしあ達と同居しており、家事全般をやっている。
5歳くらいの年齢だが、年齢にしては知能が高いのか、自分の境遇を理路整然と話したり、子供離れした行動力を発揮したりしている。
特殊な治癒効果でるしあやマインの怪我を何度も救うが、物語終盤ではその治癒がノーリスクではないことが解る。
許斐 美能子（このみ みのこ）
るしあと同じ高校に通う女子高生。関東岩志組六代目組長だが、表向きは許斐興産の社長。るしあとは腐れ縁。
金に汚く、権力者にも簡単に擦り寄るが、義理人情には厚く、部下には慕われている。
過去のトラウマから自分で手を下すことができず、るしあとマインに肩代わりしてもらっていると嘯く。
村上会との抗争に発展し、次々と友人や仲間を殺されていくも執念で生き残ろうと足掻くが、最後はエクスのワイヤーショットで身体を両断される。

### 準レギュラー
出堀（でぼり）
関東岩志組の組員で、美能子の片腕的存在。妻子持ち。
ヤクザの組員だが子煩悩で妻想いであり、娘が熱を出したため早退したり、許斐とのコミカルな演出を見せる。
最終章で妻子をハルに惨殺され、銃を抜くが首を切り落とされたうえに許斐への脅しとして写真を送り付けられた。
硲 道雄（はざま みちお）
関東岩志組に出入りしているチンピラの少年。美能子の臓器提供ドナーである。
五月女 五月（そうとめ さつき）
美能子の主治医をしている女医。荒木病院の医院長だが、裏社会での仕事にスリルを感じている。
スー・イン
父親に売られた少女。幽記に拷問を受けるが、父親の臓器を移植され助かる。救出されて以降美能子の所でお世話になっており、度々準レギュラーとして登場する。
美能子のことを「お姉様」と呼び慕っており、後には美能子と肉体関係になる。  モンに切り刻まれた後、すぐにひろしの血で治癒させられるという拷問を受けた上に、最後は文字通りの細切れにされるが、それでもなおひろしの血による効果で首のみで意識を保つ。
最期は美能子に介錯された。
田宮 二郎（たみや じろう） / ヘル＝モスキート
裏社会では殺人狂として知られている用心棒兼殺し屋。見境なく殺人を繰り返すため、現在ではプロの犯罪者にはほとんど雇われない模様。
針を使った殺人を得意とし、マインに片腕を切断された後はニードルガンを取り付けた義手を使う。
初期に登場した殺し屋だが、物語終盤まで度々るしあらとバッティングする。
ブロンコ・マスク
小柄な少女の殺し屋。ヘル＝モスキートの妹分であり、腕に取り付けたブレードと圧縮液体窒素で戦う。
このエピソードの後、ケテの護衛を通じて関東岩志組の事務所に出入りするようになってからは、美能子の用心棒としての仕事が増える。
村上 伴内（むらかみ ばんない）
多くの極道を束ねる一大組織村上組の会長。色黒で醜悪な容姿をしており、少しでも気に障る者は一族郎党皆殺しにする残忍な性格。女性を生きたまま解体するのが趣味の殺人鬼でもある。常に車椅子に乗っているが、半身不随なのかは不明。
このエピソード以降、美能子に肉体関係を迫っているが、彼女が命令違反をしたと知るや、あっさりと切り捨て岩志組の皆殺しを目論む。

### 各編の登場人物

#### 「バレット&フランチェスカ」
楠見 達明（くすみ たつあき）
関東岩志組の闇医者。美能子を裏切るが始末される。

#### 「ヘル・モスキート」
富士見 通（ふじみ とおる）、青島 学（あおしま まなぶ）、有井 剛（ありい たけし）
長谷川の娘を輪姦の末殺害し、るしあの標的となった3人組。用心棒として田宮を雇う。
後藤 信太郎（ごとう しんたろう）
関東岩志組の構成員。主に情報収集などを担当。るしあに好意を抱いている。
長谷川 克己（はせがわ かつみ）
東京の三分の一の土地を所有する巨大コンツェルン「長谷川地所」の総裁。朴訥とした容姿だが抜け目ない資産家。
娘を殺した富士見、青島、有井が関東岩志組の運営している闇サイトを利用していたとして、美能子に彼らの始末を無償で要求する。

#### 「裸猫」
殿山 泰造（とのやま たいぞう）
禿頭で体毛がないことから裸猫（スフィンクス）とあだ名がある殺し屋。屈強な体格で野良猫を殺して食べる癖がある。山刀（バフヘッド）を武器とする。
関満 晴（せきみつ はる）
殿山の雇い主。西新宿でバーを経営し、裏では麻薬を販売している。

#### 「ひと殺しの唄」
村雨 幽記（むらさめ ゆうき）
スー・インの監禁に関わった男達の一人で、関東岩志組先代が雇っていた殺し屋の息子。武器は現地調達で、劇中ではCOP .357や白鞘の長ドスを美能子から奪って使う。
父親の教えのもと人を殺すことで愛情を得られたことから、殺人に快楽を見出している。また、人を殺すときに父親が好きだった曲を歌う癖がある。
津久田 万次（つくだ まんじ）
スー・インを監禁した首謀者で、関東岩志組を破門になった元構成員。幽記を使った地上げ(住人を幽記に皆殺しにさせる)を稼業にしている。
ペドフィリアであり、成長して不要になった少女を幽記に「報酬」として与えていた。
高徳 鉱一（たかとく こういち）、野村 渉（のむら わたる）、トミー・ウォン
高徳と野村は津久田の手下で、トミーは津久田達と取引をする人買い屋。津久田、幽記と共にスー・インの監禁に関わる。
リゥ・イン
スー・インの父親。娘を人身売買したもののその後思い直し、彼女を売った男らの始末と娘の救出を岩志組に依頼した。
しかし、本エピソード終盤で、彼自身が娘に対して性的虐待を繰り返しており、妻への判明を恐れて売り飛ばしたという事実が判明した。

#### 「トリガーハッピーズ」
ポーラ・ライツ
「殺戮戦隊ニクカイジャー」という異名を持つ少女5人の殺し屋集団トリガーハッピーズのリーダー。カウボーイ風の格好をしておりCZ100を二丁拳銃で操る。
白人で片言の日本語を話し、他のメンバーと比べて仲間想いな一面がある。
百々 栄代（どど えーだい）
トリガーハッピーズの一人。無口な狙撃手で、小柄な体格ながら自分の身長よりはるかに長いゾロターン S-18/100対戦車ライフルを操る。
無口な外見とは裏腹に激情にかられる一面もあり、邪魔になれば味方がいたときでさえ見境なく発砲する。
単行本のおまけ漫画で魔法少女の格好をし、その後脱いで「女子高生だから大丈夫」と語りポーラに怒られた。
相原 軍是（あいはら ぐんぜ）
トリガーハッピーズの一人。義手に固定し、義手の長さを変えて威力を調整できるスリング・ショットを武器としており、舐めていた飴を発射する。
レズビアンの気があり、無抵抗な状態の美能子にペッティングをしたり急所を撃ち抜くなどの陵辱行為に及ぶ。
愛河内 ニチモ（あいこうち ニチモ）
トリガーハッピーズの一人。メイドの姿をしているが正体は女装趣味の少年。回転のこぎりを射出する銃と王水を武器とする。
嗜虐的な性的倒錯者で、自分の作ったケーキで自慰行為を行ったり残虐な殺しを好んだりする。また、耳元でうるさくされることを嫌う。
単行本のおまけ漫画では小さな妖精として栄代と共に登場し、帽子に乗るなどしていた。
童友 ともか（どうゆう ともか）、もとか
トリガーハッピーズの一人。二重人格者で、殺し屋としての人格「ともか」は格闘を得意とし火薬式の強化ナックルダスターを武器とする。
しかし、普段はおとなしい「もとか」の人格で行動しており、「ともか」は「もとか」の人格で相手を油断させて襲いかかる殺しを行っていた。「もとか」の人格は襲撃の数日前にトリガーハッピーズの殺人を目撃しており、自分が殺人者だという記憶のないまま美能子に助けを求めていた。

中村（なかむら）
美能子がヤクザだということを知った上で彼女に好意を持つ男子生徒。もとかと共に抗争に巻き込まれる。
馬淵 リィナ（まぶち リィナ）
私立竜胆学園の女子生徒でトリガーハッピーズの依頼人。中村に好意を抱いており、中村が美能子に告白しているところを目撃して以降彼女の抹殺を狙っていた。

#### 「サムシング・ワイルド」
木田 めいほ（きだ めいほ）
犯罪を繰り返す女子高生4人組の一人。通称「ポン」。おしゃれ好きな妹・静（しずか）のために援助交際などをしている。マインに助けられて以降仲良くなるが……。
富田 うさみ（とみた うさみ）
女子高生4人組のリーダー。狡猾でどんな犯罪も物怖じせずに行う。通称「チャーミー」。
倉田 ナオ（くらた ナオ）、丸山 あいり（まるやま あいり）
女子高生4人組のメンバーでめいほの仲間。通称「ナオト」(ナオ)、「マル」(あいり)。お互いにレズビアンの関係にある。

#### 「ガン・ストリート・ガールズ」
田唐 夏葵（たから なつき）
国際マフィア「アイランド」に所属する女幹部。通称「シスター」。弟がるしあに殺害されたことから、復讐のために罠を張る。
使用する武器はSIG SAUER P230。
青山 マテル（あおやま マテル）
シスターの手下の一人。エレールをスーツケースで持ち歩き、人殺しをさせている。鞭を武器とする。
エレール・スカルラッティ
マテルに生肉を食べさせて育てられ、野獣のような生存本能を持つ。
八津 ブローニー（はづ ブローニー）、ケナー
いずれもシスターの手下。八津は屈強な体格で格闘を得意とする。ケナーは長身痩躯で、皮膚を容易に剥ぎ取れるテープを両手に巻き武器とする。
工藤 音歌（くどう ねか）
CIAあるいはNSAのエージェント。この一件ではコンパニオンに変装している。
石井 テルオ(いしい テルオ)、深作(ふかさく)、岡本(おかもと)、斎藤(さいとう)、野村(のむら)
砂生組の幹部。石井が金庫番で深作がその右腕、斎藤が若頭、岡本が相談役、野村が舎弟頭。
「アイランド」の麻薬を奪ったことの手打ちとして、るしあを狙うシスターの復讐に偽のターゲットという形で協力させられる。
田唐 冬胡（たから とうご）
オカルト趣味の猟奇殺人犯でシスターの弟。かつてるしあを輪姦した男達の一人で、るしあの個人的復讐により射殺される。

#### 「ファイヤー・スターター」
柳生 杏奈（やぎゅう あんな）
酒井に対して売春を行い、拷問を受けた少女の姉。ウイルス入りの血液が混ざった妹の血を自分に注射し、復讐を誓う。
上泉 順子（かみいずみ じゅんこ）
製薬会社が派遣している「焼却人」。酒井による感染者を次々と「焼却」し、新たな感染者である杏奈を最後に「焼却」することを条件に、彼女の復讐に協力する。
その肩書きの通り口から燃料を吹きライターで着火させて相手を焼き殺す。胃が二つある特異体質で、もう一つの胃には燃料を溜めている。
酒井 雅人（さかい まさと）
製薬会社の研究員。製薬会社が開発した特殊なウイルスに感染し、その後杏奈の妹など複数の女性と関係を持つ。
松林 修造（まつばやし しゅうぞう）
酒井の知り合いで違法風俗店「スカイ・ハイ」の店長。粗野かつ残忍で、杏奈の妹など不要になった女性を徹底的にいたぶる趣味を持つ。
拷問には性器に発ガン剤を押し込むなど毒物を使い、いたぶる際に犠牲者に毒物の薀蓄を垂れるのが癖。

#### 「追想」
遠藤 卓二（えんどう たくじ）
凶悪な母子殺人事件の犯人。撃たれても死なない超人的な体を持ち、同じく銃弾を通さない手足を持つマインに執着する。
その正体はアメリカ合衆国特務機関の中尉で、肋骨のない特殊体質からチタン合金の骨格を移植されテロリストの暗殺を担当していた。
本名はロビン・スチュワート。カランビットと相馬から強奪したコルトM1911を武器とする。
相馬（そうま）
遠藤が犯した母子殺人事件の被害者遺族。謎の女に真犯人が遠藤であること知らされ、彼に強い恨みを持つ。
ニンニンシスターズ
謎の女の手引で相馬の復讐を手伝う二人組。猫コス女忍者風のファッションをしている。
大田原 雄三（おおたわら ゆうぞう）
検事。るしあとマインを使って多数の殺人を犯したことを不問とする代わり、美能子に遠藤の抹殺を依頼する。
モナーク・ウォードベイカー
人工臓器の研究者で、遠藤を改造した張本人。現在は亡命し、ロシア人達に匿われている。

#### 「Kill Ugly Pop」
ケテ
依頼で行った人身売買の現場にいた正体不明の少女。ひろしと同じく細胞に再生能力を持っている。
安藤 啓治（あんどう けいじ）
ケテを殺し屋4人を使って追うヤクザ。その正体はかつてるしあを輪姦した男達の一人である安西啓一(あんざい けいいち)。
モン
ケテを追う殺し屋4人組のリーダー。チャイナドレスの顔に傷がある美女で、硬化した髪の毛を操る。
ネコミサ
ケテを追う殺し屋4人組の一人。大柄で筋肉質だが、可愛らしい顔立ちの女性。
フーマン
ケテを追う殺し屋4人組の一人。チャイナドレスの少女。「中華スーツ」と名付けた戦闘パワードスーツを操縦する。
テスター・ホーク
ケテを追う殺し屋4人組の一人。侍のような服装をした西洋人。手足が義肢のサイボーグであり、ドリルを武器とする。
阿我妻（あがつま）博士
マインに改造手術を施した科学者。後にひろし、ケテを産み出した人物でもあることも判明した。

#### 「EXPLODER & HALBERD」
エクス
殺し屋コンビ「エクスプローダー＆ハルバート」の「エクスプローダー」。モノクルをかけた長い黒髪のスレンダーな女性でベレッタM92を使う。
ハル
殺し屋コンビ「エクスプローダー＆ハルバート」の「ハルバート」。ツインテールでグラマラスな女性で大振りな斧を使う。
ヴァルゴ / 長谷川 詩織(はせがわ しおり)
女子高生の情報屋。関東岩志組およびるしあ、マインに因縁を持ち、「追想」「Kill Ugly Pop」のエピソードでも裏で暗躍していた。
その正体は「ヘル・モスキート」のエピソードに登場した長谷川克己の娘で、殺害された少女の姉。

## 書誌情報
- 原作 - 山本賢治・作画 - D.P 『trash.』 秋田書店〈ヤングチャンピオン烈コミックス〉、全11巻
  1. 2010年12月20日発売 ISBN 978-4-253-25508-0
  2. 2011年12月20日発売 ISBN 978-4-253-25509-7
  3. 2012年6月20日発売 ISBN 978-4-253-25510-3
  4. 2013年2月20日発売 ISBN 978-4-253-25515-8
  5. 2014年1月20日発売 ISBN 978-4-253-25519-6
  6. 2014年9月19日発売 ISBN 978-4-253-25520-2
  7. 2015年7月17日発売 ISBN 978-4-253-25527-1
  8. 2016年2月19日発売 ISBN 978-4-253-25528-8
  9. 2016年9月20日発売 ISBN 978-4-253-25529-5
  10. 2017年4月20日発売 ISBN 978-4-253-25530-1
  11. 2017年12月20日発売 ISBN 978-4-253-25534-9